# カストロカウダ
カストロカウダ (Castorocauda、「ビーバーの尾」の意) とは、中生代ジュラ紀中期（約1億6,400万年前）のアジアに生息していた、ビーバーなどに似た哺乳形類（「広義」哺乳類）である。キノドン類から分岐したあと、真の哺乳類が現れる前に出現した絶滅群、梁歯目に属する。属名の「カストロ」はビーバーを、「カウダ」は尾を意味している。
中国北部より化石が発見された。

## 特徴
全長約45cm。骨格は穴掘りに適応した形態である。一方、属名に現されるように、ビーバーのような扁平で鱗に覆われた尾を持っており、同様に水中生活をしていたことを示している。水生に適応した「広義」哺乳類では、既知で最古のものとされる。歯の形態から、魚食性だったと推定されている。

### 半水生の哺乳類および近縁な生物
- ビーバー
- カモノハシ - 単孔目。祖先的な特徴を持った哺乳類。
- プロキノスクス - 古生代ペルム紀に生息したキノドン類。

### 中生代の多様な哺乳類
- ボラティコテリウム - 滑空する哺乳類。モモンガなどネズミ目とは別系統。
- フルイタフォッサー - 穴掘りおよびアリ食に特化した哺乳類。
- レペノマムス - 当時としては大型（コヨーテほど）の哺乳類。恐竜を捕食していた。三錐歯目。
- 多丘歯目 - 齧歯類に似た適応を見せる哺乳類。